# فينسنت ليندون
فينسنت ليندون (بالفرنسية: Vincent Lindon)‏
```
(و. 
1959
 – 
م
) هو 
ممثل
[
7
]
، 
ومخرج سينمائي
[
8
]
، 
وكاتب سيناريو
[
9
]
 من 
فرنسا
 . ولد في 
بولون-بيانكور
.
[
10
]
[
11
]
```

## التعليم
تعلم في مدرسة فلوران ‏

## روابط خارجية
- فينسنت ليندون على موقع IMDb (الإنجليزية)
- فينسنت ليندون على موقع مونزينجر (الألمانية)
- فينسنت ليندون على موقع قاعدة بيانات الأفلام العربية
- فينسنت ليندون على موقع ألو سيني (الفرنسية)
- فينسنت ليندون على موقع ميوزك برينز (الإنجليزية)
- فينسنت ليندون على موقع أول موفي (الإنجليزية)
- فينسنت ليندون على موقع قاعدة بيانات الأفلام السويدية (السويدية)
- فينسنت ليندون على موقع إن إن دي بي (الإنجليزية)
- فينسنت ليندون على موقع ديسكوغز (الإنجليزية)
- فينسنت ليندون على موقع قاعدة بيانات الفيلم (الإنجليزية)